# Lavoir public de Heinsch
L'ancien lavoir public de Heinsch est un édifice public construit en 1861 classé comme patrimoine par l'Institut du Patrimoine wallon en 1982. Il se situe à Heinsch, une section de la commune belge d'Arlon, chef-lieu de la province de Luxembourg, en Wallonie.

## Contexte
Les lavoirs publics en Belgique commencent à être construits au XIXe siècle dans le but de répondre à des besoins de la population. On les retrouve surtout dans les communes rurales où la population peut venir laver son linge. Ils étaient l'un des endroits importants des villages jusqu'à l'invention des machines électriques (les lave-linges et les sèche-linges) et ne représentent aucun intérêt utilitaire depuis l'apparition de ces machines.

## Architecture
L'édifice rectangulaire est construit en calcaire lorrain (en pierre sinémurienne). Deux portails à arcs moulurés à clé saillante sur l'une des façades permettent d'accéder aux quatre bacs à lavoir formant un « U ». Dans le prolongement du pilier central formé par les deux portails, deux anciens abreuvoirs constituent la partie externe au bâtiment conservée avec l'ancien lavoir public. Les angles des murs sont en pilastres, la corniche moulurée est, comme les portails, en doucine et la toiture est faite de tuiles de zinc contrairement à de nombreux autres lavoirs de la région dont les deux pans de la toiture sont en tuiles d'ardoise. Sur deux côtés du lavoir, une cheminée permet d'évacuer la vapeur produite par le séchage du linge.

## Voisinage
En face du lavoir, encastré dans le mur de la ferme voisine, un calvaire représentant le Christ en croix encadré de la Vierge et de saint Jean, avec un cartouche portant l'inscription en luxembourgeois « Cette croix a été érigée en l'honneur de Jésus, Marie et Joseph » et daté de 1724, soit avant la construction du lavoir public, permet de conserver l'ambiance d'antan, bien qu'elle ne soit pas classée.

## Usage
Depuis sa classification au Patrimoine de Wallonie, pendant la période de Noël, une crèche est installée dans et autour du lavoir.